# クワンカーロン郡
座標: 北緯6度50分48秒 東経100度4分18秒 / 北緯6.84667度 東経100.07167度
クワンカーロン郡（クワンカーロンぐん）はタイ南部サトゥーン県の郡の一つ。

## 歴史
1969年6月1日、ムアンサトゥーン郡からタムボン・トゥンヌイ、タムボン・ペーラ、タムボン・ターペーの三郡が分離して、クワンカーローン分郡を設立。1976年6月1日南西部の2つのタムボンを分離して、ターペー分郡を新設した。 1976年9月8日郡に昇格した。1996年北西部を分離して、マナン分郡を新設した。

## 地理
クワンカーロン郡は北から時計回りにトラン県パリエン郡、パッタルン県パーボーン郡、ソンクラー県ラッタプーム郡、ハートヤイ郡、クローンホーイコーン郡、サダオ郡、サトゥーン県クワンドーン郡、ターペー郡、ラグー郡、マナン郡に接する。

## 行政区分
クワンカーロン郡は3つのタムボンに分かれ、さらにその下位に31の村（ムーバーン）がある。郡内にはテーサバーンはない。それぞれのタムボンはタムボン行政体により行政が行われている。
| No. | 名                         | タイ語   | 村数 | 人口   |
| --- | -------------------------- | -------- | ---- | ------ |
| 1.  | タムボン・トゥンヌイ       | ทุ่งนุ้ย     | 12   | 9,720  |
| 2.  | タムボン・クワンカーロン   | ควนกาหลง | 11   | 12,412 |
| 3.  | タムボン・ウダイチャルーン | อุใดเจริญ  | 8    | 7,406  |

## 注脚
1. ↑  “ประกาศกระทรวงมหาดไทย เรื่อง แบ่งท้องที่ตั้งเป็นกิ่งอำเภอ” (Thai). Royal Gazette 86 (49 ง):  1864. (June 3 1969).
2. ↑  “พระราชกฤษฎีกาตั้งอำเภอเลาขวัญ อำเภอคำม่วง อำเภอพิปูน อำเภอศรีเทพ อำเภอนาแห้ว อำเภอส่องดาว อำเภอควนกาหลง อำเภอค่ายบางระจัน อำเภอบ้านตาขุน และอำเภอกุดจับ พ.ศ. ๒๕๑๙” (Thai). Royal Gazette 93 (109 ก special):  31–34. (September 8 1976).